# مايكل سكيبه

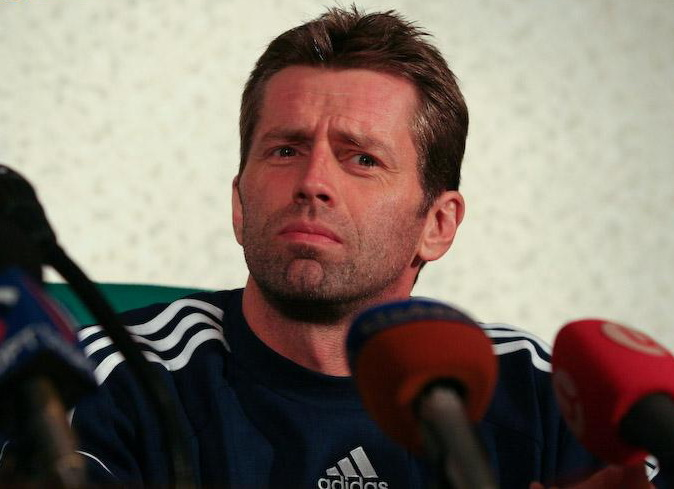
مايكل سكيبه

مايكل سكيبه (بالألمانية: Michael Skibbe) ، من مواليد 4 أغسطس 1964 ، وهو نجم ألماني سابق ومدرب للمنتخب اليوناني لكرة القدم منذ عام 2015.

## وصلة خارجية
- مايكل سكيبه على موقع قاعدة بيانات كرة القدم.إي يو (الإنجليزية)
- مايكل سكيبه على موقع بيانات كرة القدم. دي إي (الألمانية)
- مايكل سكيبه على موقع Soccerway.com (الإنجليزية)
- مايكل سكيبه على موقع عالم كرة القدم.نت (الإنجليزية)
- مايكل سكيبه على موقع كووورة

- Michael Skibbe على بيانات كرة القدم. دي إي باللغة الألمانية